# Kong Frederik VIII i Kristiania
Kong Frederik VIII i Kristiania er en dansk dokumentarisk optagelse fra 1906.

## Handling
Norsk rytteri danner æresvagt ved modtagelsen i Kristiania (Oslo). Kong Håkon 7. og kong Frederik 8. kører bort i hestevogne. Den kongelige norske livgarde tager opstilling foran slottet. Der køres i kareter. De kongelige kommer ud af bygning og kører bort i hestekøretøjer.